# Губарь, Евгений Андреевич
Евгений Андреевич Губарь (род. 6 июля 1982, Новокузнецк, РСФСР, СССР) — российский кикбоксёр и тренер. Чемпион России, Европы, мира и Кубка мира по кикбоксингу, победитель Первых Всемирных игр боевых искусств. Мастер спорта России международного класса по кикбоксингу, мастер спорта России по боксу.

## Биография
Родился 6 июля 1982 года в Новокузнецке Кемеровской области. В возрасте шестнадцати лет пришёл на бокс и за два года выполнил норматив Мастера спорта России по боксу. В 2000 году выиграл Чемпионат Вооружённых сил и Первенство Сибири по боксу. В 2003 году перешёл в кикбоксинг. Является чемпионом России, Европы, мира, Кубка мира и Первых Всемирных игр боевых искусств по кикбоксингу. Мастер спорта России международного класса.

## Спортивные достижения

### Чемпионаты
- Кубок Мира по кикбоксингу (лоу-кик, Ялта, Южный берег Крыма, 2005)[3]
- Чемпионат Европы по кикбоксингу (К-1, Баку, Азербайджан, 2009)[3]
- Чемпионат Мира по кикбоксингу (Виллах, Австралия, 2010)[3]
- Первые Всемирные игры боевых искусств (лоу-кик, Пекин, Китай, 2010)[4][5]
- Чемпионат России по кикбоксингу (лоу-кик, Нижний Тагил, Россия, 2013)[2][6]

### Спортивные звания
- Мастер спорта России по боксу.
- Мастер спорта России международного класса по кикбоксингу.